# توم بويد
توم بويد (بالإنجليزية: Tom Boyd)‏ هو سياسي بريطاني (وحمل سابقاً جنسية المملكة المتحدة لبريطانيا العظمى وأيرلندا)، ولد في أبريل 1903، وتوفي في 6 ديسمبر 1991. انتخب عضو برلمان أيرلندا الشمالية.